# 基尔斯滕·托恩达尔
基尔斯滕·托恩达尔（Kirsten Thorndahl，1928年4月9日—2007年9月21日），又稱為基尔斯滕·格兰隆（Kirsten Granlund），是丹麥已退役羽球運動員。
她成為第一個在全英羽球錦標賽所有三個項目都奪冠的丹麥球員：女子單打，女子雙打和混合雙打。她總共17次進入全英決賽，拿到11個冠軍，並代表丹麥參加優霸盃。